# Ingeborg von Dänemark (1878–1958)

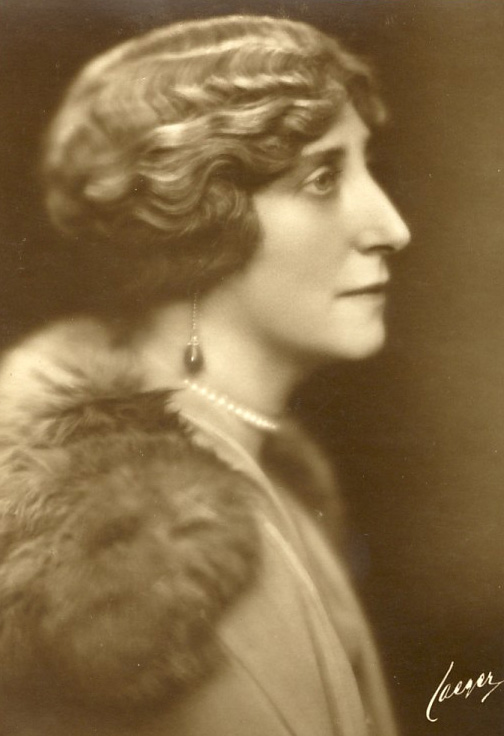
Ingeborg von Dänemark

Prinzessin Ingeborg Charlotte Caroline Frederikke Louise von Dänemark (* 2. August 1878 in Charlottenlund bei Kopenhagen; † 12. März 1958 in Stockholm) war die Tochter von König Friedrich VIII. von Dänemark. Sie ist die Großmutter von König Harald V. von Norwegen sowie der beiden belgischen Könige Baudouin und Albert II. Außerdem ist sie die Urgroßmutter von Henri, Großherzog von Luxemburg, und des jetzigen Königs Philippe von Belgien.

## Herkunft und Kindheit

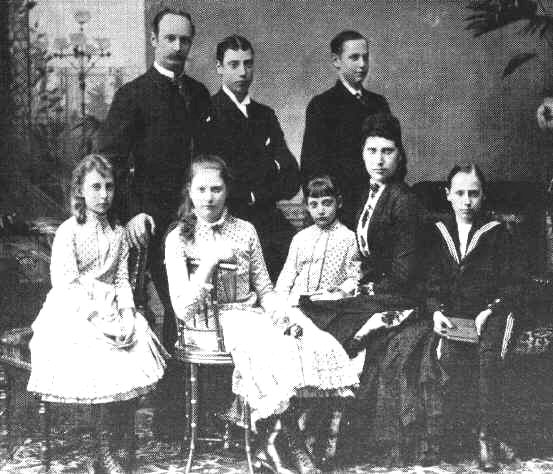
Prinzessin Ingeborg (ganz links) mit den Eltern und fünf ältesten Geschwister in 1885.

Ingeborg wurde am 2. August 1878 in Charlottenlund bei Kopenhagen geboren. Sie war das fünfte der acht Kinder von König Friedrich VIII. von Dänemark und dessen Ehefrau Königin Louise. Durch ihren Großvater, den dänischen König Christian IX. (Schwiegervater Europas genannt), war sie mit vielen europäischen Königshäusern verwandt. So zählten der letzte russische Zar Nikolaus II., König Georg V. von Großbritannien, König Konstantin I. von Griechenland und der letzte regierende Herzog Ernst August von Braunschweig zu ihren Cousins. 
Ungewöhnlich für die damalige Zeit wurden Ingeborg und ihre Geschwister von ihrer Mutter erzogen und selten in die Obhut einer Gouvernante gegeben. Louise war sehr an der Entwicklung ihrer Kinder interessiert, sodass sie ihnen eine liebevolle und nicht zu autoritäre Erziehung auferlegte. Ingeborg wuchs zu einer freundlichen, unbekümmerten und schlagfertigen jungen Frau heran.

## Heirat und Nachkommen

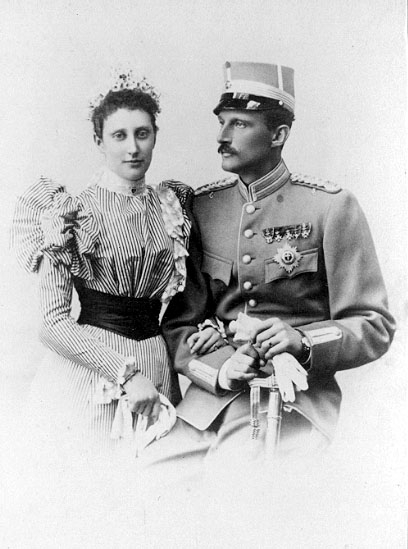
Prinzessin Ingeborg und Prinz Carl in 1897.

Im Mai 1897, im Alter von 18 Jahren, wurde Prinzessin Ingeborg mit dem Cousin ihrer Mutter, dem 36-jährigen Prinz Carl von Schweden, Herzog von Västergötland, verlobt. Er war der dritte Sohn von König Oskar II. von Schweden und dessen Frau Sophia von Nassau. Die Verlobung war arrangiert, und anlässlich ihrer Goldenen Hochzeit im Jahr 1947 gab Prinz Carl zu, dass die Ehe mit Ingeborg von den beiden Vätern arrangiert worden war. Sie selbst fügte hinzu: "Ich habe einen völlig Fremden geheiratet!" Die Hochzeit fand am 27. August 1897 in der Kopenhagener Schlosskirche von Christiansborg statt. Unter den Hochzeitsgästen befanden sich Mitglieder der dänischen und schwedischen Königsfamilien sowie die Tanten der Braut, die Kaiserinwitwe von Russland und die Princess of Wales. Die Flitterwochen verbrachte das Paar in Deutschland.

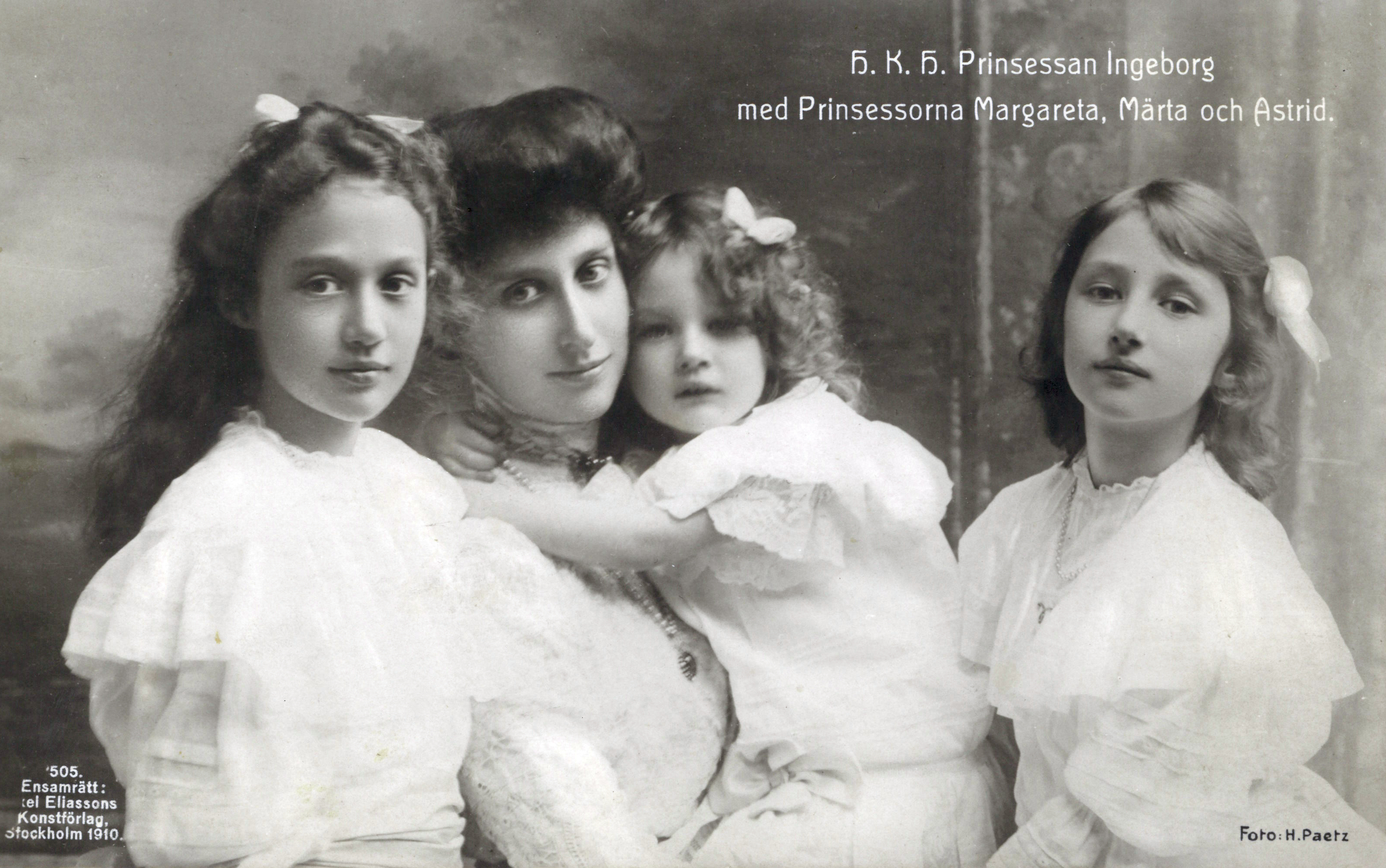
Prinzessin Ingeborg mit ihren drei Töchtern Margaretha, Astrid und Märtha in 1910.

Aus der Ehe gingen drei Töchter und ein Sohn hervor:
- Margaretha Sofia Lovisa Ingeborg (1899–1977) ⚭ 1919 Prinz Axel von Dänemark (zwei Söhne)
- Märtha Sofia Lovisa Thyra Dagmar (1901–1954) ⚭ 1929 Kronprinz und späterer König Olav V. von Norwegen (zwei Töchter, ein Sohn)
- Astrid Sofia Lovisa Thyra (1905–1935) ⚭ 1926 Kronprinz und späterer König Leopold III. von Belgien (eine Tochter, zwei Söhne)
- Carl („Carl Jr.“) Gustaf Oscar Fredrik Christian (1911–2003)

1. ⚭ 1937–1951 Gräfin Elsa von Rosen (eine Tochter)
2. ⚭ 1954–1961 Ann Margareta Larsson
3. ⚭ 1978–2003 Kristine Rivelsrud

Die Heirat einer dänischen Prinzessin in das schwedische Königshaus wurde im Land wohlwollend aufgenommen. Die Tatsache, dass Ingeborg die Enkelin des beliebten Königs Karl XV. war, trug einen Großteil dazu bei.

## Familienleben und Interessen
Die Familie war in Schweden sehr beliebt, nicht nur wegen ihres einfachen Erscheinungsbildes, sondern auch durch das harmonische Zusammenleben. Allgemein sprach man von ihr als „Die glückliche Familie“. Die Familie lebte im Arvfurstens Palast in Stockholm und verbrachte die Sommer in Fridhem auf der Ostseeinsel Gotland. Die Kinder verlebten eine schlichte, dennoch liebevolle Jugend. Die Töchter lernten auf einem richtigen Ofen zu kochen und halfen auch im Haushalt mit. Kindermädchen und Gouvernanten gab es so gut wie nicht. Ingeborg und Carl erzogen ihre Kinder selbst und lehrten sie Tugend und Hilfsbereitschaft. Bald wurde Ingeborg in ganz Schweden zur Symbolfigur einer Frau und Mutter und war oft in Zeitungen dargestellt.
Sie galt über viele Jahre als das beliebteste Mitglied des Hauses Bernadotte. Ihre lockere Persönlichkeit und kluge Art und Weise des Handelns hatte ihr viele Sympathien eingebracht. Eigentlich galt ihr ganzes Interesse der Familie, doch auch Sport, insbesondere das Eislaufen, gefiel ihr. Ungewöhnlich für eine Frau ihrer Zeit, besuchte sie 1903 eine Automobilausstellung in Stockholm und zeigte sich daran sehr interessiert. Sie und der Kronprinz Gustav machten an diesem Tag spontan einen Ausflug in einem Scania-Automobil.

## Königliche Pflichten

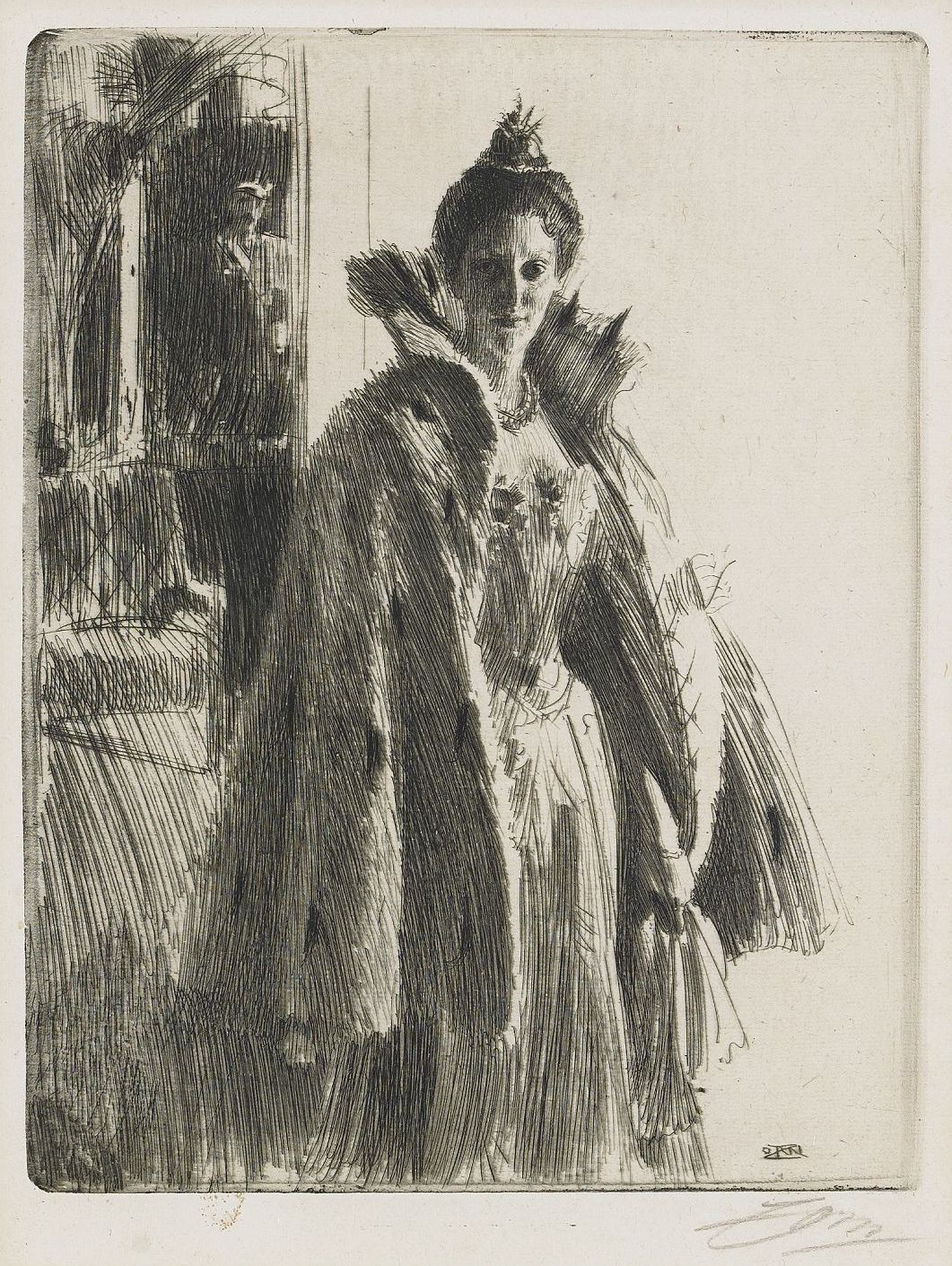
Prinzessin Ingeborg von Schweden, Radierung von Anders Zorn (1900)

Da Königin Sophia sich seit 1897 fast ganz aus der Öffentlichkeit zurückgezogen hatte und Kronprinzessin Victoria aus gesundheitlichen Gründen die meiste Zeit des Jahres im Ausland lebte, war Ingeborg für die Repräsentation Schwedens verantwortlich. Sie fungierte jetzt als First Lady. Dazu gehörten offizielle Anlässe, Staatsbesuche anderer Landesoberhäupter, Krankenhäuser und Schulen zu besuchen und sich in das gesellschaftliche Leben zu integrieren. Ingeborg nahm diese Aufgaben in einer Kombination aus Würde und Freundlichkeit wahr, was ihr in der Gesellschaft des Landes große Achtung einbrachte.
Während dieser Zeit wurde von ihr gesagt, dass sie von allen ausländischen Prinzessinnen, die in das schwedische Königshaus eingeheiratet hatten, vielleicht diejenige war, die am besten dazu geeignet war, Königin-Gemahlin von Schweden zu sein. Inoffiziell wurde sie am Königshof schon als solche tituliert. Ihre Schwägerin Kronprinzessin Victoria billigte dies nicht und sagte einmal: "Man betritt die Kammer der Kronprinzessin von Schweden nicht, ohne zu klopfen, selbst wenn man Prinzessin Ingeborg ist."

## Späteres Leben

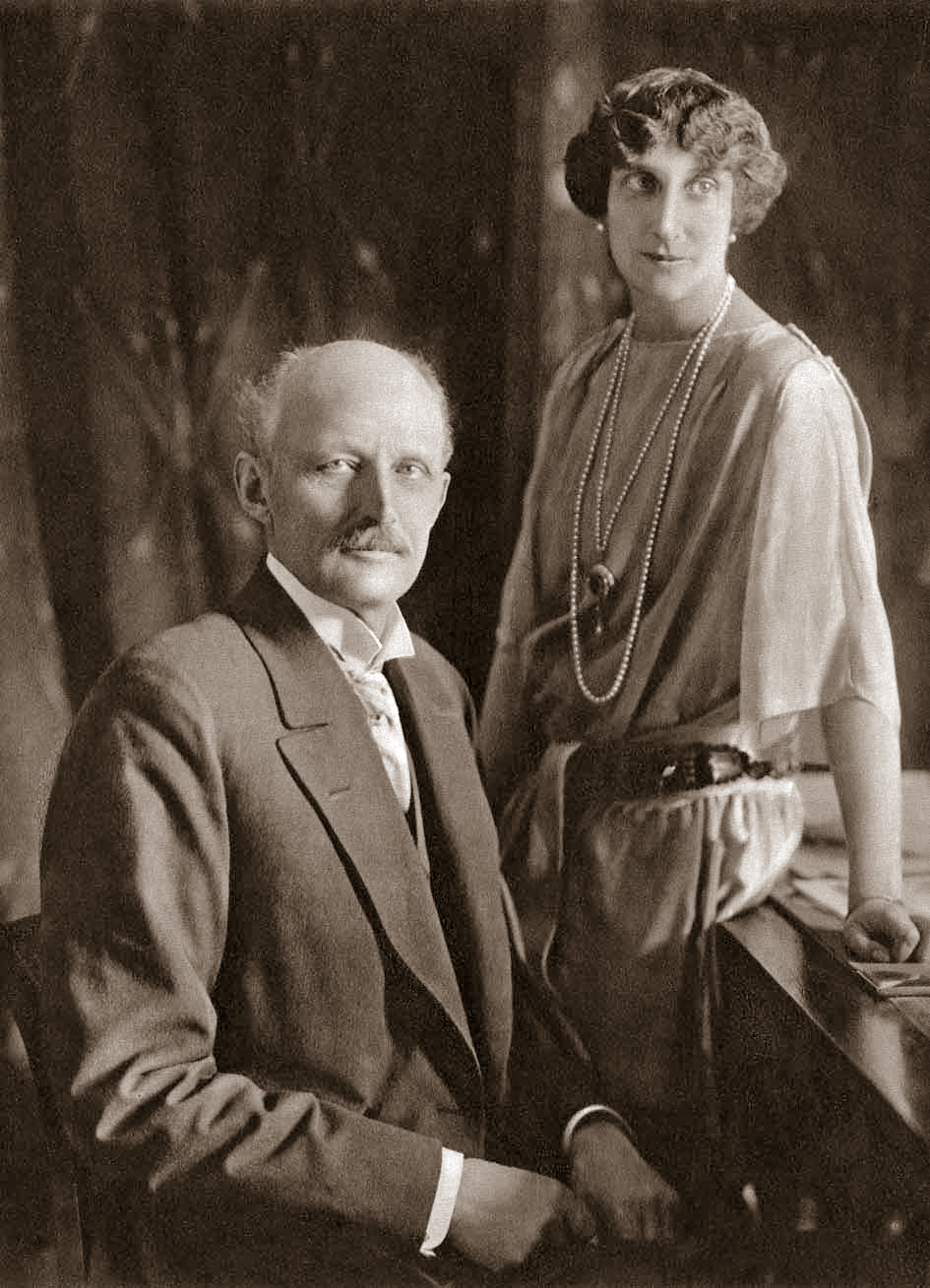
Prinz Carl von Schweden mit seiner Frau Ingeborg (1926)

Als im Jahr 1905 Norwegen seine Unabhängigkeit von Schweden erreichte, bot man Ingeborgs Mann den norwegischen Thron an, der diesen aber ablehnte. So wurde ihr Bruder als Haakon VII. König. Ihre zweite Tochter Märtha heiratete 1929 Haakons Sohn Olav und wurde an seiner Seite Kronprinzessin von Norwegen. Ihre Verwandtschaft zu den skandinavischen Dynastien trug dazu bei, die drei königlichen Häuser wieder zusammenzubringen, nachdem durch die Unabhängigkeit Norwegens einige Spannungen entstanden waren. 
Ingeborg war zeit ihres Lebens an Politik interessiert. Sie zeigte demokratische und liberale Sympathien und mochte die Konservativen nicht. Sie kritisierte häufig die konservative Presse und betrachtete den Rücktritt des Liberal-Sozialdemokraten Kabinetts von 1918 als eine Katastrophe.
1922 ereilten Carl und Ingeborg finanzielle Schwierigkeiten. Eine Bank, in die die Prinzessin investierte, ging bankrott und so musste das Wohnhaus in Stockholm verkauft werden, das sie während der Kriegsjahre bezogen hatten. 1935 traf sie ein erneuter Schicksalsschlag, als die jüngste Tochter Astrid bei einem Autounfall in der Schweiz ums Leben kam. In der Folgezeit übernahmen sie einen Teil der Erziehung ihrer Enkelkinder Joséphine-Charlotte, Baudouin und Albert.
Während des Zweiten Weltkrieges demonstrierte Ingeborg öffentlich gegen das nationalsozialistische Deutschland, indem sie das Fenster ihres Hauses vor der deutschen Botschaft in Stockholm blockierte.
1951 starb ihr Mann Carl im Alter von 90 Jahren. Ingeborg überlebte ihn um sieben Jahre und verstarb am 12. März 1958 mit 79 Jahren. Sie liegt neben Carl auf dem königlichen Friedhof Haga, Solna.

## Vorfahren
|  |                                                      |  |  |  |  |  |  |  |  |  |  |  |  |
|  | Friedrich Wilhelm von Schleswig-Holstein (1785–1831) |  |  |  |  |  |  |  |  |  |  |  |  |
|  |                                                      |  |  |  |  |  |  |  |  |  |  |  |  |
|  |                                                      |  |  |  |  |  |  |  |  |  |  |  |  |
|  | Christian IX. König von Dänemark (1818–1906)         |  |  |  |  |  |  |  |  |  |  |  |  |
|  |                                                      |  |  |  |  |  |  |  |  |  |  |  |  |
|  |                                                      |  |  |  |  |  |  |  |  |  |  |  |  |
|  | Luise Karoline von Hessen-Kassel (1789–1867)         |  |  |  |  |  |  |  |  |  |  |  |  |
|  |                                                      |  |  |  |  |  |  |  |  |  |  |  |  |
|  |                                                      |  |  |  |  |  |  |  |  |  |  |  |  |
|  | Friedrich VIII., König von Dänemark (1843–1912)      |  |  |  |  |  |  |  |  |  |  |  |  |
|  |                                                      |  |  |  |  |  |  |  |  |  |  |  |  |
|  |                                                      |  |  |  |  |  |  |  |  |  |  |  |  |
|  | Wilhelm von Hessen (Rumpenheim) (1787–1867)          |  |  |  |  |  |  |  |  |  |  |  |  |
|  |                                                      |  |  |  |  |  |  |  |  |  |  |  |  |
|  |                                                      |  |  |  |  |  |  |  |  |  |  |  |  |
|  | Louise von Hessen (1817–1898)                        |  |  |  |  |  |  |  |  |  |  |  |  |
|  |                                                      |  |  |  |  |  |  |  |  |  |  |  |  |
|  |                                                      |  |  |  |  |  |  |  |  |  |  |  |  |
|  | Louise Charlotte von Dänemark (1789–1864)            |  |  |  |  |  |  |  |  |  |  |  |  |
|  |                                                      |  |  |  |  |  |  |  |  |  |  |  |  |
|  |                                                      |  |  |  |  |  |  |  |  |  |  |  |  |
|  | Ingeborg Charlotte von Dänemark                      |  |  |  |  |  |  |  |  |  |  |  |  |
|  |                                                      |  |  |  |  |  |  |  |  |  |  |  |  |
|  |                                                      |  |  |  |  |  |  |  |  |  |  |  |  |
|  | Oskar I., König von Schweden (1799–1859)             |  |  |  |  |  |  |  |  |  |  |  |  |
|  |                                                      |  |  |  |  |  |  |  |  |  |  |  |  |
|  |                                                      |  |  |  |  |  |  |  |  |  |  |  |  |
|  | Karl XV. König von Schweden (1826–1872)              |  |  |  |  |  |  |  |  |  |  |  |  |
|  |                                                      |  |  |  |  |  |  |  |  |  |  |  |  |
|  |                                                      |  |  |  |  |  |  |  |  |  |  |  |  |
|  | Josephine von Leuchtenberg (1807–1876)               |  |  |  |  |  |  |  |  |  |  |  |  |
|  |                                                      |  |  |  |  |  |  |  |  |  |  |  |  |
|  |                                                      |  |  |  |  |  |  |  |  |  |  |  |  |
|  | Louise von Schweden-Norwegen (1851–1926)             |  |  |  |  |  |  |  |  |  |  |  |  |
|  |                                                      |  |  |  |  |  |  |  |  |  |  |  |  |
|  |                                                      |  |  |  |  |  |  |  |  |  |  |  |  |
|  | Friedrich Prinz der Niederlande (1797–1881)          |  |  |  |  |  |  |  |  |  |  |  |  |
|  |                                                      |  |  |  |  |  |  |  |  |  |  |  |  |
|  |                                                      |  |  |  |  |  |  |  |  |  |  |  |  |
|  | Luise von Oranien-Nassau (1828–1871)                 |  |  |  |  |  |  |  |  |  |  |  |  |
|  |                                                      |  |  |  |  |  |  |  |  |  |  |  |  |
|  |                                                      |  |  |  |  |  |  |  |  |  |  |  |  |
|  | Luise von Preußen (1808–1870)                        |  |  |  |  |  |  |  |  |  |  |  |  |
|  |                                                      |  |  |  |  |  |  |  |  |  |  |  |  |
|  |                                                      |  |  |  |  |  |  |  |  |  |  |  |  |